# Lijst van afleveringen van Knight Rider
Dit is een lijst met afleveringen van de Amerikaanse televisieserie Knight Rider. De serie telt 4 seizoenen. Een overzicht van alle afleveringen is hieronder te vinden.

## Seizoen 1
| Nr. | Titel aflevering                        | Uitzenddatum VS   |
| --- | --------------------------------------- | ----------------- |
| 1   | Knight of the Phoenix: ( DVD 7)         | 26 september 1982 |
| 2   | Deadly Maneuvers                        | 1 oktober 1982    |
| 3   | Good Day at White Rock                  | 8 oktober 1982    |
| 4   | Slammin' Sammy's Stunt Show Spectacular | 22 oktober 1982   |
| 5   | Just My Bill                            | 29 oktober 1982   |
| 6   | Not a Drop to Drink                     | 5 november 1982   |
| 7   | No Big Thing                            | 12 november 1982  |
| 8   | Trust Doesn't Rust                      | 19 november 1982  |
| 9   | Inside Out                              | 26 november 1982  |
| 10  | The Final Verdict                       | 3 december 1982   |
| 11  | A Plush Ride                            | 10 december 1982  |
| 12  | Forget Me Not                           | 17 december 1982  |
| 13  | Hearts of Stone                         | 14 januari 1983   |
| 14  | Give Me Liberty... or Give Me Death     | 21 januari 1983   |
| 15  | The Topaz Connection                    | 28 januari 1983   |
| 16  | A Nice, Indecent Little Town            | 18 februari 1983  |
| 17  | Chariot of Gold                         | 25 februari 1983  |
| 18  | White Bird                              | 4 maart 1983      |
| 19  | Knight Moves                            | 11 maart 1983     |
| 20  | Nobody Does It Better                   | 29 april 1983     |
| 21  | Short Notice                            | 6 mei 1983        |

## Seizoen 2
| Nr. | Titel aflevering                     | Uitzenddatum VS  |
| --- | ------------------------------------ | ---------------- |
| 1   | Goliath: Part 1                      | 2 oktober 1983   |
| 2   | Goliath: Part 2                      | 2 oktober 1983   |
| 3   | Brother's Keeper                     | 9 oktober 1983   |
| 4   | Merchants of Death                   | 16 oktober 1983  |
| 5   | Blind Spot                           | 23 oktober 1983  |
| 6   | Return to Cadiz                      | 30 oktober 1983  |
| 7   | K.I.T.T. the Cat                     | 6 november 1983  |
| 8   | Custom K.I.T.T.                      | 13 november 1983 |
| 9   | Soul Survivor                        | 27 november 1983 |
| 10  | Ring of Fire                         | 4 december 1983  |
| 11  | Knightmares                          | 11 december 1983 |
| 12  | Silent Knight                        | 18 december 1983 |
| 13  | A Knight in Shining Armor            | 8 januari 1984   |
| 14  | Diamonds Aren't a Girl's Best Friend | 15 januari 1984  |
| 15  | White-Line Warriors                  | 29 januari 1984  |
| 16  | Race for Life                        | 5 februari 1984  |
| 17  | Speed Demons                         | 12 februari 1984 |
| 18  | Goliath Returns: Part 1              | 19 februari 1984 |
| 19  | Goliath Returns: Part 2              | 19 februari 1984 |
| 20  | A Good Knight's Work                 | 4 maart 1984     |
| 21  | Mouth of the Snake: Part 1           | 8 april 1984     |
| 22  | Mouth of the Snake: Part 2           | 8 april 1984     |
| 23  | Let It Be Me                         | 13 mei 1984      |
| 24  | Big Iron                             | 27 mei 1984      |

## Seizoen 3
| Nr. | Titel aflevering             | Uitzenddatum VS   |
| --- | ---------------------------- | ----------------- |
| 1   | Knight of the Drones: Part 1 | 30 september 1984 |
| 2   | Knight of the Drones: Part 2 | 30 september 1984 |
| 3   | The Ice Bandits              | 7 oktober 1984    |
| 4   | Knights of the Fast Lane     | 14 oktober 1984   |
| 5   | Halloween Knight             | 28 oktober 1984   |
| 6   | K.I.T.T. vs. K.A.R.R.        | 4 november 1984   |
| 7   | The Rotten Apples            | 11 november 1984  |
| 8   | Knight in Disgrace           | 18 november 1984  |
| 9   | Dead of Knight               | 2 december 1984   |
| 10  | Lost Knight                  | 19 december 1984  |
| 11  | Knight of the Chameleon      | 30 december 1984  |
| 12  | Custom Made Killer           | 6 januari 1985    |
| 13  | Knight by a Nose             | 13 januari 1985   |
| 14  | Junk Yard Dog                | 3 februari 1985   |
| 15  | Buy Out                      | 10 februari 1985  |
| 16  | Knightlines                  | 3 maart 1985      |
| 17  | The Nineteenth Hole          | 10 maart 1985     |
| 18  | Knight & Knerd               | 17 maart 1985     |
| 19  | Ten Wheel Trouble            | 24 maart 1985     |
| 20  | Knight in Retreat            | 29 maart 1985     |
| 21  | Knight Strike                | 5 april 1985      |
| 22  | Circus Knights               | 2 mei 1985        |

## Seizoen 4
| Nr. | Titel aflevering                 | Uitzenddatum VS   |
| --- | -------------------------------- | ----------------- |
| 1   | Knight of the Juggernaut: Part 1 | 20 september 1985 |
| 2   | Knight of the Juggernaut: Part 2 | 20 september 1985 |
| 3   | KITTnap                          | 11 oktober 1985   |
| 4   | Sky Knight                       | 18 oktober 1985   |
| 5   | Burial Ground                    | 25 oktober 1985   |
| 6   | The Wrong Crowd                  | 1 november 1985   |
| 7   | Knight Sting                     | 8 november 1985   |
| 8   | Many Happy Returns               | 15 november 1985  |
| 9   | Knight Racer                     | 29 november 1985  |
| 10  | Knight Behind Bars               | 6 december 1985   |
| 11  | Knight Song                      | 13 december 1985  |
| 12  | The Scent of Roses               | 3 januari 1986    |
| 13  | Killer K.I.T.T.                  | 10 januari 1986   |
| 14  | Out of the Woods                 | 17 januari 1986   |
| 15  | Deadly Knightshade               | 24 januari 1986   |
| 16  | Redemption of a Champion         | 31 januari 1986   |
| 17  | Knight of a Thousand Devils      | 7 februari 1986   |
| 18  | Hills of Fire                    | 14 februari 1986  |
| 19  | Knight Flight to Freedom         | 14 februari 1986  |
| 20  | Fright Knight                    | 7 maart 1986      |
| 21  | Knight of the Rising Sun         | 14 maart 1986     |
| 22  | Voo Doo Knight                   | 4 april 1986      |